# 吴修平
吴修平（1927年7月—2016年4月9日），福建福州人，中华人民共和国政治人物。

## 生平
1946年，就读于中国新闻专科学校。1947年12月，加入中国民主同盟，任民盟福建省委会组织委员会委员。1947年至1949年，任《福建时报》记者、正义日报社记者、福建中央日报社编辑。1949年至1952年，任中共福建省委台湾工作委员会干事。1952年，历任民盟福州市委会组织部副部长、部长兼秘书处主任，民盟福建省委会组织部干事、秘书长、副主委，福建省政协副秘书长。1986年，历任民盟中央执行局委员、中央常委、秘书长，后升任专职副主席、名誉副主席。
2016年4月9日，在北京逝世，享年89岁。